# Cleruchus
Cleruchus is een geslacht van vliesvleugeligen uit de familie Mymaridae. De wetenschappelijke naam van dit geslacht is voor het eerst geldig gepubliceerd in 1909 door Enock.

## Soorten
Het geslacht Cleruchus omvat de volgende soorten:
- Cleruchus bakkendorfi Debauche, 1948
- Cleruchus biciliatus (Ferrière, 1952)
- Cleruchus brevipennis Ogloblin, 1940
- Cleruchus depressus (Annecke, 1961)
- Cleruchus detritus Bakkendorf, 1964
- Cleruchus europaensis Özdikmen, 2011
- Cleruchus janetscheki Novicky, 1965
- Cleruchus leptosoma Debauche, 1948
- Cleruchus longicornis Ogloblin, 1955
- Cleruchus lutulentus (Girault, 1911)
- Cleruchus mandibularis (Noyes & Valentine, 1989)
- Cleruchus megatrichus Novicky, 1965
- Cleruchus mikhail Triapitsyn, 2002
- Cleruchus neivai (Ogloblin, 1940)
- Cleruchus petr Triapitsyn, 2002
- Cleruchus pieloui (Yoshimoto, 1971)
- Cleruchus pluteus Enock, 1909
- Cleruchus polypori Triapitsyn & Moraal, 2008
- Cleruchus puchus Triapitsyn, 2008
- Cleruchus raignieri Debauche, 1948
- Cleruchus schilleri (Girault, 1931)
- Cleruchus subterraneus Viggiani, 1974
- Cleruchus szelenyi Novicky, 1965
- Cleruchus terebrator (Ogloblin, 1959)
- Cleruchus tintoreti (Girault, 1922)
- Cleruchus vagatus (Ogloblin, 1959)